# Eristalis rupium
Eristalis rupium là một loài ruồi trong họ Ruồi giả ong (Syrphidae). Loài này được Fabricius mô tả khoa học đầu tiên năm 1805. Eristalis rupium phân bố ở vùng Cổ Bắc giới